# Clemența de Habsburg
Clemența de Habsburg (în germană Klementia sau Clementia; n.c. 1262, Rheinfelden – d. după 7 februarie 1293, Neapole) aparținând Casei de Habsburg, a fost regină titulară a Ungariei între 1290 și 1295 prin căsătoria cu Carol Martel de Anjou. 

## Origine
Clemența a fost fiica contelui Rudolf al IV-lea de Habsburg și a primei sale soții, Gertruda de Hohenberg.
Habsburgii au fost o familie relativ nesemnificativă până în 1273, când Rudolf, tatăl Clemenței, a fost ales rege romano-german. După aceea familia de Habsburg a crescut în importanță devenid cu timpul dinastia conducătoare a Sfântului Imperiu Roman.
Clemența a fost al șaselea dintre cei zece copii ai lui Rudolf I. Fratele ei, Albert, i-a succedat tatălui său ca rege romano-german sub numele Albert I. Fratele ei Hartmann a murit prin înec în 1281. Rudolf al II-lea a devenit Duce al Suabiei în 1289, dar a murit în 1290. Clemența și surorile ei s-au căsătorit cu prinți puternici:
- Matilda cu Ludovic cel Strict, ducele Bavariei Superioare,
- Caterina cu Otto al III-lea, ducele Bavariei Inferioare,
- Hedviga cu margraful Otto al VI-lea de Brandenburg-Salzwedel,
- Agnes cu ducele Albert al II-lea de Saxa-Wittenberg,
- Iudita (Guta) cu regele Venceslau al II-lea al Boemiei.[4]

Rudolf I, tatăl lor, și-a asigurat sprijinul puternicilor prinți ai imperiului prin căsătoriile fiicelor sale. 
După moartea mamei Clemenței în 1281, Rudolf s-a căsătorit cu Isabela de Burgundia (1270–1323) care era mai tânără decât toți copiii ei vitregi cu excepția Clemenței și a Iuditei. 

## Căsătorie și descendenți
Pe 11 ianuarie 1281 Clemența s-a căsătorit la Neapole cu Carol Martel, regele titular al Ungariei (n. 1271 – d. 1295), fiul lui Carol al II-lea de Anjou și al Mariei a Ungariei (1257–1323). Copiii rezultați din această căsătorie au fost:
- Carol Robert de Anjou (1288–1342), rege al Ungariei, căsătorit de patru ori;
- Beatrice (1290 – 1354), căsătorită în 1296 cu Ioan al II-lea de Viennois (1280–1319);
- Clemența (Clémence) (1293–1328), căsătorită în 1315 Ludovic al X-lea (1289–1316), regele Franței.

Papa Nicolae al IV-lea l-a numit pe soțul Clemenței, rege titular al Ungariei, succedând unchiului său matern. Totuși el însuși nu a guvernat niciodată. Vărul său, Andrei al III-lea, a fost cel ce a deținut cu adevărat puterea.
Clemența a fost înmormântată în Catedrala din Napoli. După unele surse ea a murit după 2 februarie 1293 la nașterea ultimului copil, iar alte surse indică 1295 ca an al decesului, la câteva luni după moartea soțului ei, din cauza ciumei.